# Queen Creek (Arizona)
Queen Creek es un pueblo ubicado en el condado de Maricopa en el estado estadounidense de Arizona. En el Censo de 2010 tenía una población de 26 361 habitantes y una densidad poblacional de 362,58 personas por km².

## Geografía
Queen Creek se encuentra ubicado en las coordenadas 33°14′28″N 111°38′25″O / 33.24111, -111.64028. Según la Oficina del Censo de los Estados Unidos, Queen Creek tiene una superficie total de 72.7 km², de la cual 72.62 km² corresponden a tierra firme y (0.11%) 0.08 km² es agua.

## Demografía
Según el censo de 2010, había 26.361 personas residiendo en Queen Creek. La densidad de población era de 362,58 hab./km². De los 26.361 habitantes, Queen Creek estaba compuesto por el 83.62% blancos, el 3.4% eran afroamericanos, el 0.72% eran amerindios, el 2.78% eran asiáticos, el 0.15% eran isleños del Pacífico, el 5.77% eran de otras razas y el 3.58% pertenecían a dos o más razas. Del total de la población el 17.32% eran hispanos o latinos de cualquier raza.